# Kukulovce
Kukulovce (en serbe cyrillique : Кукуловце) est un village de Serbie situé sur le territoire de la Ville de Leskovac, district de Jablanica. Au recensement de 2011, il comptait 290 habitants.

## Démographie
| 1948 | 1953 | 1961 | 1971 | 1981 | 1991 | 2002 | 2011 |
| ---- | ---- | ---- | ---- | ---- | ---- | ---- | ---- |
| 275  | 296  | 291  | 306  | 307  | 296  | 298  | 290  |

|  |